# Thornelya perarmata
Thornelya perarmata är en mossdjursart som beskrevs av Harmer 1957. Thornelya perarmata ingår i släktet Thornelya och familjen Hippopodinidae. Inga underarter finns listade i Catalogue of Life.